# Oscar Ahlström (trädgårdsmästare)
Oscar Ahlström, född 4 december 1891 i Vitaby församling, Kristianstads län, död 19 april 1971 i Lund, var en svensk trädgårdsmästare. Han var far till Olle Ahlström.
Efter anställning och praktik i Tyskland avlade Ahlström 1917 trädgårdsmästarexamen vid Alnarps trädgårdsskola, där han under några år var verksam som biträdande lärare och förman på avdelningen för perenner. Han var stadsträdgårdsmästare i Lunds stad från 1922 till pensioneringen och därefter livligt anlitad som konsulterande trädgårdsarkitekt. Han var under många år ordförande i Lunds idrottsnämnd. Han planerade bland annat 1950-talsparken S:t Jörgens park eller Skönadalsparken, Bjeredsparken 1948 och delar av Monumentparken i norra delen av staden.